# Siegel-modulär form
Inom matematiken är en Siegel-modulär form en generalisering av modulära former. I likhet med Hilbert-modulära former är en Siegel-modulär form en analytisk funktion av flera komplexa variabler; men medan Hilbert-modulära former är definierade på potenser av det vanliga övre komplexa halvplanet, är Siegel-modulära former definierade på så kallade siegelhalvrum. Dessa tolkas som modulrum för högredimensionella abelska varieteter. Där man i det elliptiska fallet har en verkan av den modulära gruppen, har man här en verkan av (heltaliga) symplektiska grupper och deras aritmetiskt definierade undergrupper.